# Noel Abdayem
Noel Christofer Peter Abdayem, född 25 september 1991 i Stockholm är en svensk entreprenör, investerare och tandläkare. Han har bland annat grundat bolaget The Humble Co. som tillverkar hållbara munvårdsprodukter, idag en del av börsnoterade Humble Group AB som omsätter mer än 7 miljarder SEK.

## Biografi
Noel Abdayem växte upp i Stockholm. Han studerade till tandläkare samtidigt som han startade The Humble Co. 2013 efter att under ett besök på Jamaica ha upptäckt att alla inte hade egna tandborstar. Samtidigt såg han nedskräpning med gamla plasttandborstar, vilket fick honom att vilja påverka genom att skapa ett alternativ. Resultatet blev en miljövänlig tandborste i bambu som idag säljs i mer i 50 länder och säljer i över 25 miljoner exemplar per år. År 2018 utsågs Noel Abdayem till Årets Unga Företagare 2018 av Företagarna, 2018 fick han pris för årets raket inom YEoS – Sveriges ledande nätverk för unga entreprenörer med höga ambitioner. Under 2019 blev han prisad av kung Carl XVI Gustaf som årets unga pionjär för sina instatser i det svenska näringslivet.
Noel Abdayem är även tillsammans med Darren Wise grundare till Humble Smile Foundation som arbetar globalt för barns tandhälsa. Fram till idag har organisationen startat mer än 25 projekt runt om i världen som hjälpt miljontals barn med nödvändig förebyggande tandvård. 
2021 värderas The Humble Co. till över 1 miljard kronor samtidigt som Humble Group 2024 har ett börsvärde på 6 miljarder kronor.
På Nyheter24's lista över de 100 mäktigaste unga i Sverige rankades Noel Abdayem på plats 73.

## Priser och utmärkelser
- 2018 - Årets Unga Företagare
- 2018 - Årets Raket
- 2019 - Årets Unga Pionjär